# Egon Christian Simundt
Egon Christian Simundt (* 17. August 1892 in Berlin; † 3. Mai 1962 in Regensburg) war ein deutscher Schriftsteller und Übersetzer, der auch unter den Pseudonymen „Christian Sundsval“ und „Egon Christian Mund“ wirkte.

## Leben
Egon Christian Simundt war der Sohn von Guido Simundt und Bertha Thomsen. Aus den Archivbeständen in der Staatlichen Bibliothek Regensburg geht hervor, dass er ab Ende 1914 im Ersten Weltkrieg als Soldat diente und sich später bis 1920 in Kriegsgefangenschaft befand. Er studierte in München, Innsbruck u. Erlangen. Verheiratet war er mit der Schauspielerin und Rezitatorin Anna Maria Simundt, geborene Hörl.
Simundt veröffentlichte mehrere Werke. Sein Roman Sieger von morgen erschien im Verlag von Paul List von November 1936 bis 1944 in neun Auflagen. 1937 wurde er aus der Reichsschrifttumskammer ausgeschlossen und erhielt ein Publikationsverbot. Das Berufsverbot unter Androhung von Strafe war begründet aufgrund seiner Abstammung, weil seine Großeltern väterlicherseits Juden waren. Auch seine Frau erhielt deshalb ein Berufsverbot. Seine aus dem Englischen 1937 verfasste Übersetzung von Joshua Slocums Sailing Alone Around the World (London u. New York 1935) gilt als exzellente deutsche Übersetzung, insbesondere wegen der nautischen Ausdrücke.
Nach dem Zweiten Weltkrieg ließ er sich mit seiner Frau in Regensburg nieder.

## Werke
- Sieger von morgen. Roman, P. List, Leipzig, 1936. [5.–9. Aufl. 1944]
- Erdumseglung – ganz allein! Übersetzung nach Joshua Slocum, F.A. Brockhaus, Leipzig, 1937.
- Der Napoleonschütz. Schicksale aus der Franzosenzeit in Regensburg. Zeit und Welt, 1959.
- Dämonen schrein, doch die Engel singen. Dichtungen, Meister, Heidelberg 1964.
- Familie Klingelborn. Ein Berliner Roman. Martin-Verlag Berger, Buxheim 1968.